# Rainer Widmann

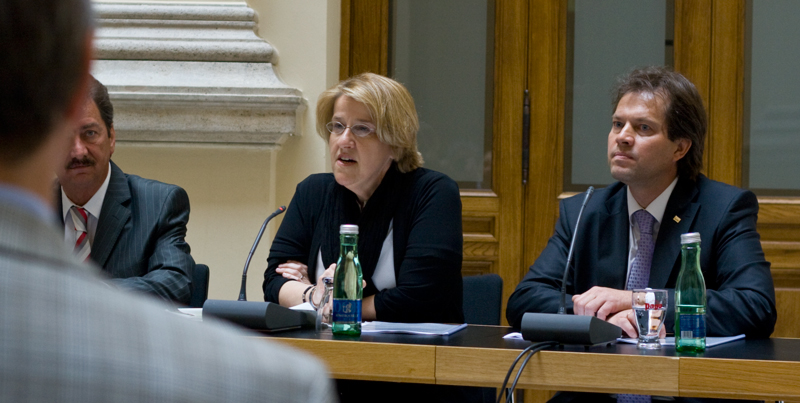
Rainer Widmann (rechts) bei einer Pressekonferenz 2011

Rainer Widmann (* 25. Juli 1967 in Freistadt) ist ein österreichischer Politiker (BZÖ, früher FPÖ) und Betriebswirt. Widmann war von 2008 bis 2013 Abgeordneter zum österreichischen Nationalrat. 

## Ausbildung und Beruf
Widmann besuchte von 1973 bis 1977 die Volksschule in Freistadt und danach bis 1981 die Hauptschule Marianum in Freistadt. 1981 wechselte er an das Bundesoberstufenrealgymnasium in Bad Leonfelden, an dem er 1985 die Matura ablegte. Widmann studierte ab 1986 Betriebswirtschaftslehre an der Johannes Kepler Universität Linz und beendete sein Studium 1994 mit dem akademischen Grad Magister. Widmann leistete seinen Präsenzdienst zwischen 1985 und 1986 als Einjährig-Freiwilliger beim Österreichischen Bundesheer ab.
Bereits während seines Studiums arbeitete Widmann von 1992 bis 1997 im Freiheitlichen Landtagsklub in Oberösterreich mit und stieg 1997 zum Büroleiter der damaligen Landesrätin Ursula Haubner auf. Seit 2003 ist er Leitender Beamter der Abteilung Umweltschutz beim Land Oberösterreich und wurde 2005 zum Hofrat ernannt.

## Politik
Widmann ist seit 1991 Gemeinderat in der Stadt Freistadt und war zwischen 2001 und 2003 Stadtrat. Zwischen 1999 und 2005 hatte er die Funktion des Stadtparteiobmanns der FPÖ Freistadt inne und war zwischen 2002 und 2005 Bezirksparteiobmann-Stellvertreter der FPÖ Freistadt. Zudem war Widmann zwischen 2003 und 2005 Mitglied des Landesschulrates Oberösterreich. Widmann wechselte im Zuge der Parteispaltung von der FPÖ zum BZÖ und ist seit 2006 Landessprecher des BZÖ Oberösterreich. Er kandidierte bei der Nationalratswahl 2008 für den Nationalrat und wurde am 28. Oktober 2008 als Abgeordneter für den Wahlkreis Oberösterreich angelobt. Im BZÖ-Parlamentsklub nahm Widmann die Funktion des Bereichssprechers für Energie, Forschung und Vertriebene ein. Nach der Nationalratswahl 2013 verlor Widmann seinen Sitz im Parlament, da das BZÖ den Einzug in den Nationalrat verfehlte. 2020 war im als Vertreter der Liste WIFF im Gemeinderat von Freistadt.